# Mourad El-Kodsi
Ne doit pas être confondu avec Mourad Farag.
Mourad El-Kodsi (arabe : مراد القدي), né en 1919 au Caire et mort en 2007 à New York) est un historien et éducateur juif karaïte égyptien, auteur de plusieurs ouvrages sur l’histoire de sa communauté.